# Teatro São João (Sobral)
O Theatro São João é o mais importante espaço cultural da cidade de Sobral no estado do Ceará, Brasil.

## História
Construir um grande teatro em Sobral foi uma determinação da Sociedade Cultural União Sobralense, criada em 1875, com a finalidade de promover o desenvolvimento cultural da cidade.
Sua inauguração ocorreu em 26 de setembro de 1880, com a comédia-drama A Honra de um taverneiro, de Correia Vasques em três apresentadas por artistas amadores sobralenses.

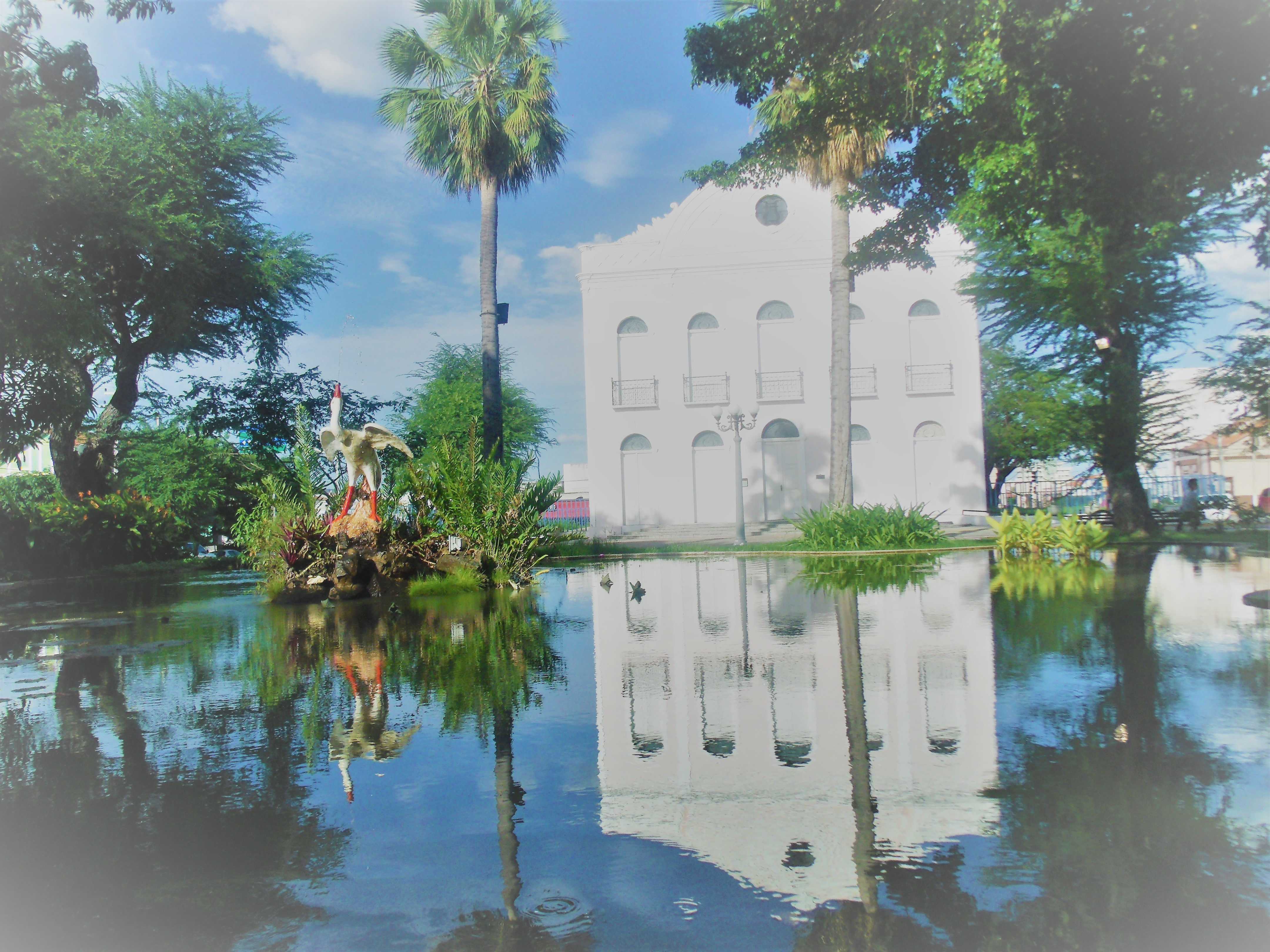
Refletido no espelho dágua da praça.

No ano de 2004 o teatro foi restaurado e inaugurado no dia 29 de dezembro do mesmo ano pelo ministro da Cultura Gilberto Gil. Na solenidade estiveram presentes, além de Gil, o ministro da Infra-Estrutura Ciro Gomes, vários deputados estaduais e federais, o ex-prefeito de Sobral e ex-governador do estado Cid Gomes, o secretário de Cultura Clodoveu Arruda, os demais secretários municipais, e sobretudo milhares de populares que prestigiaram este evento de tamanha significância para a população sobralense. O teatro é tombado pelo Instituto do Patrimônio Histórico e Artístico Nacional (IPHAN).
É importante ressaltar que como em 1880, a reforma de 2004, também foi prestigiada com uma representação de um espetáculo teatral intitulado "Esperando Godot" de Samuel Beckett. O processo de criação que corresponde a essa peça durou cerca de 5 meses com direção de Chico Expedito. O elenco era composto por grandes atores sobralenses, militantes da arte teatral dos anos 70 e 80 que até hoje promovem o fazer artístico da cidade de Sobral, podemos citar Rogênio Martins e Sérgio Presley, uma dupla de artistas que espalhou na região sobralense o fascínio pela arte teatral através dos trabalhos como arte-educadores nas escolas e comunidades da cidade. Outros atores também podem ser citados, quais sejam: Lita Ribeiro, Toni Newman, Luiz Renato, Thyago Teixeira, Laiany Rodrigues, Zeca Gonçalves, Gleidson Vieira, Carlos Jamacaru e outros.